# Pole eksploatacyjne
Pole eksploatacyjne – część złoża przeznaczona do wybierania określonym systemem eksploatacji mająca w przybliżeniu kształt prostokątny o wymiarach zróżnicowanych zależnych od systemu eksploatacji.